# Xã South Branch, Quận Nance, Nebraska
Xã South Branch (tiếng Anh: South Branch Township) là một xã thuộc quận Nance, tiểu bang Nebraska, Hoa Kỳ. Năm 2010, dân số của xã này là 39 người.